# Musée archéologique du Céramique
Le Musée archéologique du Céramique à Athènes présente une partie des découvertes faites dans la zone archéologique du Céramique. Créé en 1937, il dépend du Troisième Éphorat des Antiquités préhistoriques et classiques.

## Le musée

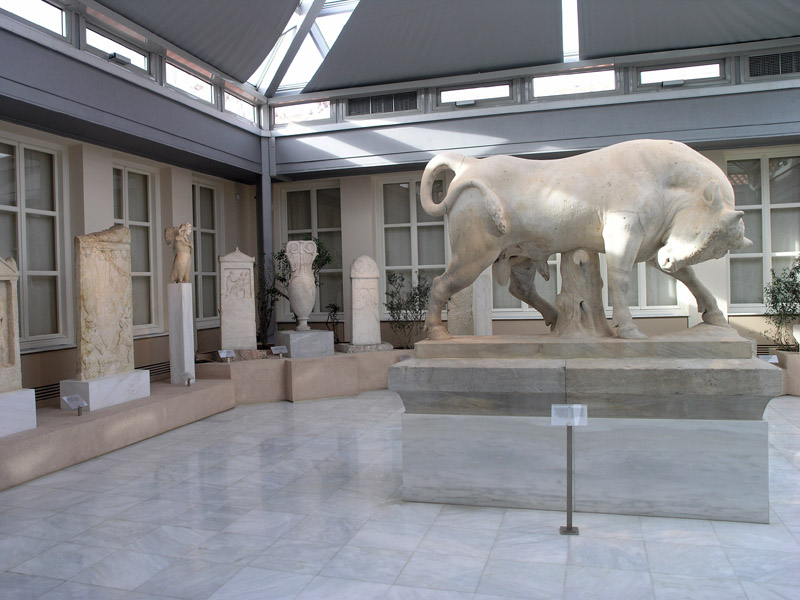
Atrium du musée

Le musée a été construit en 1937 sur les plans de l'architecte H. Johannes, grâce à un don de Gustav Oberlaender. Dans les années 1960, le soutien des frères Boehringer a permis de l'agrandir. Il a été rénové pour accueillir l'importante découverte faite en 2002 d'un ensemble de statues archaïques, dont le Kouros dit de la « Porte sacrée ».

## Collections
Le Céramique est un des sites antiques majeurs de la ville, dont l'exploration a été conduite par la Société archéologique d'Athènes depuis 1870 et surtout, à partir de 1913 par l'Institut archéologique allemand. Il s'agit du quartier périphérique de la ville antique nommé d'après les potiers établis sur les rives de l'Éridanos, divisé en deux sections, intra et extra muros après la construction du mur de Thémistocle au début du Ve siècle av. J.-C.
C'est dans cette zone, immédiatement à l'extérieur des deux portes, que se situait la nécropole principale de la ville, de part et d'autre de la Voie sacrée menant à Éleusis. Aussi, une partie importante des découvertes exposées au musée provient des sépultures. Il s'agit de stèles et de statues funéraires, de vases funéraires.
Les collections sont organisées chronologiquement et thématiquement en quatre salles constituant les côtés d'un atrium couvert, où sont exposées plusieurs stèles et statues funéraires. Trois de ces salles sont consacrées aux vases, la dernière à la sculpture.

### Statues funéraires
| Images | Objets | Origine et datation                                                              |
| ------ | --- | -------------------------------------------------------------------------------- |
|        | Kouros de la Porte sacrée Kouros archaïque, trouvé en 2002. Marbre. | Porte sacrée, (Mur de Thémistocle), Cimetière du Céramique, Athènes. -600 / -590 |
| P1699  | Lion de la Porte sacrée Lion funéraire archaïque de la Porte sacrée, au Céramique, lieu de sa découverte. | Cimetière du Céramique, Athènes ca. -590 / -580                                  |
|        | Lion de Lysimachidès Lion funéraire, gardien de la tombe de Lysimachidès d'Acharnes. | Cimetière du Céramique                                                           |
| P1050  | Sphinx funéraire Sphinx funéraire archaïque portant un bandeau et une couronne de feuilles. Découvert en remploi dans le Mur de Thémistocle au Céramique. Hauteur : 63 cm | Mur de Thémistocle, Céramique, Athènes. ca. -560 / -550                          |
| P689   | Taureau funéraire de la tombe de Dionysios de Kollytos Statue funéraire en marbre, placée sur un socle derrière un naïskos indiquant le nom et la fonction du défunt : Dionysios, fils d'Alphinos, du dème de Kollytos, voisin du Céramique, était employé sur l'île de Samos comme trésorier de l'Héraion, dans les années -346 / -340. | Cimetière du Céramique ca. -345 / -340                                           |

### Stèles funéraires
| Images | Objets | Origine et datation                    |
| ------ | --- | -------------------------------------- |
|        | Stèle funéraire d'Euphéros Stèle d'un jeune athlète tenant un strigile. Traces de peinture bleue pour le fond, jaune pour les cheveux, bande rouge sous les pieds du personnage.                                        | Cimetière du Céramique ca. -420        |
| P1130  | Stèle funéraire de Dexiléos (en) Stèle de Dexiléos, jeune cavalier de 20 ans, mort au combat à Corinthe en -394. | Cimetière du Céramique -394            |
| P 687  | Stèle funéraire de Démétria et Pamphilè Monument funéraire du type naïskos, l'un des derniers réalisés avant la loi de Démétrios de Phalère les interdisant. L'inscription sous le fronton donne le nom des deux sœurs. | Cimetière du Céramique ca. -325 / -310 |

### Objets funéraires
| Images | Objets | Origine et datation                             |
| ------ | --- | ----------------------------------------------- |
|        | Petit cheval à roulettes Jouet d'enfant, de style géométrique, provenant d'une tombe datée de -950 / -900. | Cimetière du Céramique ca. -950 / -900          |
|        | Pyxide à figurine de cheval Pyxide décorée d'une poignée en forme de cheval, d'époque géométrique.         | Cimetière du Céramique ca. -800 / -775          |
|        | Hydrie à figures noires Hydrie à figures noires, avec décor de taureaux.                                   | Cimetière du Céramique Époque post-géométrique. |